# Роловање меса
Роловање меса је поступак припреме печеног меса претходно увезаног у ролат канапом или смештеног у специјалну мрежицу (што је много лакши начин роловања меса). 

## Опште информације
Роловањем меса добија се укусније печење од оног печеног у увијеној алуминијумској фолији. Увијено у ролат месо никада неће пукнути и изгубити облик, а за разлику од печења у фолији добиће и златно жуту и хрскаву корицу. 
Изглед на овај начин припремљеног меса постиже се печењем на високим температурама, све док се не формира кора, а када је она готова, температура се смањује у два наврата, све док месо не буде потпуно печено и у унутрашњости.
Овим начином припреме меса који је једноставан за употребу, добија се укусније печење лепог изгледа, које у средишњем делу може бити испуњено и додатно обогађено различитим састојцима (поврће, зачини, јаја, млевено месо, качкаваља, месне прерађевина итд).

## Примери

### Ролована телетина.[1]
Састојци
- 2 кг телећих прса,
- 200 г качкаваља,
- 200 г шунке,
- Зачини (со, бибер, уље)

Припрема
- Из телећих прса извадите кости, а затим тучком за месо истањити комад меса.
- Зачинити месо зачинима по укусу
- Сложите листове качкаваља и шунке, а затим смотајте ролат и завежите га канапам.
- Подлијте месо уљем, додајте око литра воде и пеците на 200 °C око три сата. Дужина печења зависи од дебљине ролне.
- Испечени ролат оставити да се охлади, а пре сервирања, уклонити канап и оштрим ножем месо исећи на комаде ширин 2-3 сантиметра.

### Ролована свињска крменадла.[2]
Састојци
- 1/5 кг свињске крменадле без костију
- 150 г меснате сланине
- 150 г качкаваља
- 150 г печенице
- Сенф
- Зачини (со, бибер, бели лук, мајчина душица суви зачин)

Припрема
- Месо исећи што тање у облику подлоге за ваљање.
- Добро посолити месо и са обе стране га премазати сенфом.
- Сланину, качкаваља и печеницу поређајте једну на другу на једну страну меса. Поспити и мало зачина сувим зачином између сваког састојка.
- Са једног краја уроловати месо и добро увезати канапом, или уметнути у специјалну мрежицу и фиксирати на оба краја.
- Роловано месо треба пећи на 250 степени 15 минута, а затим смањите температуру на 180 степени и пећи око сат времена. Дужина печења зависи од дебљине ролне.
- Испечени ролат оставити да се охлади, а пре сервирања, уклонити канап и оштрим ножем месо исећи на комаде ширин 2-3 сантиметра.

## Галерија
- Ролат може бити испуњен и/или додатно обложен различитим састојцима
- Ролат од меса са надевом од пршуте, димљеног сира, спанаћа и белог лука спремна за печење.
- Ролована прасетина спремна за сервирање
- Изглед ролованог меса на пресеку